# An Thành Công chúa
Bài này viết về một công chúa nhà Minh, đối với công chúa khác có cùng tước hiệu, xem Tùy Văn Đế#Gia quyến.
An Thành Công chúa (chữ Hán: 安成公主; 1384 – 16 tháng 9 năm 1443), không rõ tên thật, là hoàng nữ của Minh Thành Tổ Chu Đệ, hoàng đế thứ ba của nhà Minh.

## Cuộc đời
An Thành Công chúa sinh năm Hồng Vũ thứ 17 (1384), là hoàng nữ thứ ba của Minh Thành Tổ, mẹ là Nhân Hiếu Văn Hoàng hậu. Bà là người con thứ ba của hoàng hậu, là em cùng mẹ với Minh Nhân Tông Cao Sí.
Vĩnh Lạc năm thứ nhất (1402), bà được vua cha phong là An Thành Công chúa (安成公主), gả cho Hầu tước tướng quân Tống Hổ, con trai thứ hai của Tây Ninh hầu Tống Thạnh. Phò mã Hổ còn một em trai là Tống Anh cũng lấy công chúa, là Hàm Ninh Công chúa, em ruột với bà An Thành. Thời Hồng Hi, vì tội bất kính mà Hổ bị tước vị Phò mã, thời Tuyên Đức mới được phục vị.
Tháng 8 năm Chính Thống thứ 8 (1443), công chúa An Thành qua đời, hưởng thọ 60 tuổi. Con trai là Tống Huyễn, nhậm chức Cẩm y vệ Chỉ huy Thiêm sự, tấu xin Minh Anh Tông cho hợp táng cha mẹ, được chấp thuận.